# Habenaria fuscina
Habenaria fuscina är en orkidéart som beskrevs av David Lloyd Jones. Habenaria fuscina ingår i släktet Habenaria och familjen orkidéer.
Artens utbredningsområde är Queensland. Inga underarter finns listade i Catalogue of Life.